# Surin
Surin (em tailandès: สุรินทร์ ), também conhecida como "Ban Kho Prathai",   é uma cidade da Tailândia, localizada na região Isan, a margem sul do planalto de Khorat, na província de Surin. A cidade é a capital do distrito com o mesmo nome (Mueang Surin).
A área do distrito de Surin, que inclui o subdistrito de mesmo nome, possui cerca de 915.1 quilômetros quadrados, com uma população de 216.761 pessoas (dado de 2010).  Muitos dos seus habitantes pertencem ao grupo étnico Khmer.

## História
Surin fica perto da fronteira com o Camboja. A cidade foi provavelmente fundada por pessoas Khmers visto que se encontra no território que foi colonizado pelo Império Khmer. Como testemunhas da época, existia muitos templos da cultura Khmer que se encontravam em ruínas, os quais são visitados por turistas. Entre eles:
- Prasat Hin Ban Phuluang (ปราสาทหินบ้านพลวง)[1]

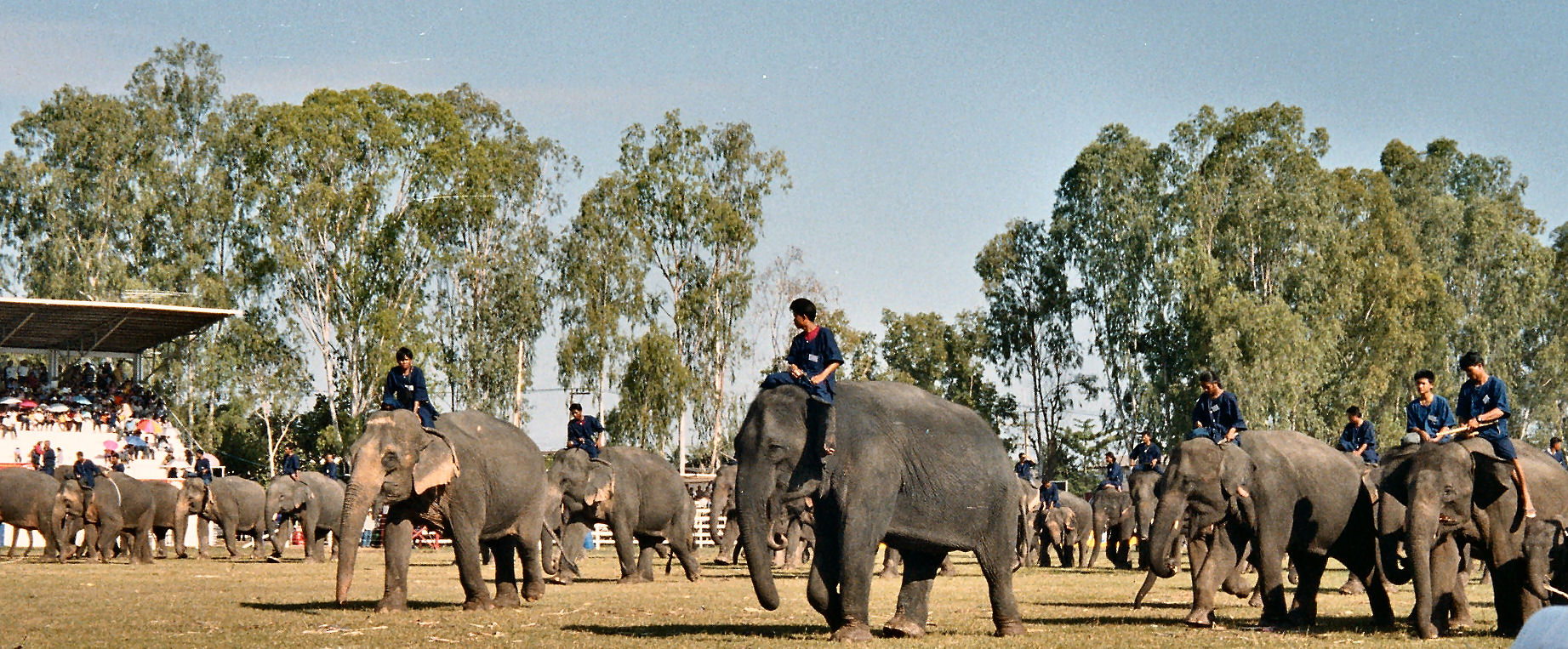
Festival de elefantes de Surin.

- Prasat Tamuan Tot (ปราสาทตาเมืองโต๊จ)[1]
- Prasat Tamuan Thom (ประสาทตาเมืองธม)
- Prasat Sikhoraphum (ปราสาทศรีขรภูมิ)[1]
- Prasat Yai Ngao (ปราสาทยายเหงา)

## Geografia
No norte da província situa-se o vale do rio Mun, um rio que faz parte do rio Mekong. Para o sul da província situam-se os montes Dângrêk, que demarcam a fronteira existente com o Camboja. As partes centrais e a norte da província caracterizam-se como ondulantes planícies de inundação.